# Gran Premio de Llodio 2006
Il Gran Premio de Llodio 2006, cinquantasettesima edizione della corsa e valida come evento del circuito UCI Europe Tour 2006 categoria 1.1, fu disputata il 28 maggio 2006, per un percorso totale di 175 km. Fu vinta dallo spagnolo Jaume Rovira Pous, al traguardo con il tempo di 4h13'00" alla media di 41,502 km/h.
Partenza con 99 ciclisti, dei quali 55 portarono a termine il percorso.

## Ordine d'arrivo (Top 10)
| Pos. | Corridore             | Squadra       | Tempo    |
| ---- | --------------------- | ------------- | -------- |
| 1    | Jaume Rovira Pous     | Andalucía     | 4h13'00" |
| 2    | Adolfo García Quesada | Andalucía     | s.t.     |
| 3    | Koldo Gil             | Saunier Duval | a 26"    |
| 4    | Giampaolo Cheula      | Barloworld    | a 34"    |
| 5    | David Herrero         | Euskaltel     | s.t.     |
| 6    | Rodrigo Garcia        | Kaiku         | s.t.     |
| 7    | Jesús Ramírez         | Spiuk         | s.t.     |
| 8    | David Latasa          | C. Valenciana | a 40"    |
| 9    | Jesús Hernández       | Relax-GAM     | a 1'00"  |
| 10   | Alberto Losada        | Kaiku         | a 1'22"  |